# Monsters: The Lyle and Erik Menendez Story
Monsters: The Lyle and Erik Menendez Story é a segunda temporada da série de televisão Monster, da Netflix. A temporada estreou em 19 de setembro de 2024.
Os membros do elenco incluem Javier Bardem, Chloë Sevigny, Cooper Koch, Nicholas Alexander Chavez, Ari Graynor e Nathan Lane.

## Sinopse
A série conta o caso verídico dos irmãos Lyle e Erik Menendez que foram condenados em 1996 pelos assassinatos dos pais, José e Mary Louise 'Kitty' Menendez. Enquanto a acusação afirmava que eles estavam atrás da herança da família, os irmãos alegavam — e continuam firmes na sua versão até hoje, mesmo cumprindo prisão perpétua sem direito à liberdade condicional — que suas ações foram motivadas pelo medo, após uma vida inteira de abusos físicos, emocionais e sexuais cometidos pelos pais. Monsters: The Lyle and Erik Menendez Story investiga esse caso icônico que chocou o mundo e aumentou a obsessão do público pelo gênero de crimes reais, enquanto provoca a reflexão: quem são os verdadeiros monstros?

## Elenco e personagens

### Principal
- Javier Bardem como José Menendez
- Chloë Sevigny como Kitty Menendez
- Cooper Koch como Erik Menendez
- Nicholas Alexander Chavez como Lyle Menendez
- Ari Graynor como Leslie Abramson
- Nathan Lane como Dominick Dunne

### Recorrente
- Dallas Roberts como Dr. Jerome Oziel
- Jason Butler Harner como Det. Les Zoeller
- Leslie Grossman como Judalon Smyth
- Jeff Perry como Peter Hoffman
- Marlene Forte como Marta Cano
- Jade Pettyjohn como Jamie Pisarcik
- Enrique Murciano como Carlos Baralt
- Larry Clarke como Brian Andersen
- Charlie Hall como Craig Cignarelli
- Michael Gladis como Tim Rutten
- Jess Weixler como Jill Lansing

### Convidado
- Tanner Stine como Perry Berman
- Drew Powell como Det. Tom Linehan
- Rick Holmes como Randolph Wright
- Ron Bottitta como Marvin Iannone
- Gil Ozeri como Dr. William Vicary
- Salvator Xuereb como Robert Shapiro
- Brandon Santana como Tony
- Tessa Auberjonois como Dr. Laurel Oziel
- Anthony Turpel como Donovan Goodreau
- Orlando Pineda como José Menendez jovem
- Belle Shouse como Kitty Menendez jovem
- Hugo Medina como Edgardo Díaz
- Paul Adelstein como David Conn
- Patrick Breen como Suplente do Júri
- Ross Mackenzie como Stanley M. Weisberg
- Vicki Lawrence como Leigh

## Episódios
| N.º geral | N.º na temp. | Título                           | Dirigido por      | Escrito por                                             | Lançamento             |
| --- | ------------ | -------------------------------- | ----------------- | ------------------------------------------------------- | ---------------------- |
| 11 | 1            | "Blame it on the Rain"           | Carl Franklin     | Ryan Murphy e Ian Brennan                               | 19 de setembro de 2024 |
| Assombrado pelos próprios pensamentos, Erik se abre com o terapeuta e compartilha detalhes perturbadores, colocando o médico em uma posição difícil.                       |              |                                  |                   |                                                         |                        |
| 12 | 2            | "Spree"                          | Carl Franklin     | Ian Brennan e David McMillan                            | 19 de setembro de 2024 |
| Depois do interrogatório policial, Lyle e Erik dão início a uma gastança desenfreada enquanto aguardam a leitura do testamento de Jose.                                    |              |                                  |                   |                                                         |                        |
| 13 | 3            | "Brother, Can You Spare a Dime?" | Paris Barclay     | Ian Brennan e David McMillan                            | 19 de setembro de 2024 |
| A polícia recebe uma informação sobre as fitas e os irmãos aprendem a lidar com a nova realidade. Uma nova advogada de defesa pede que Erik fale do passado.               |              |                                  |                   |                                                         |                        |
| 14 | 4            | "Kill or be Killed"              | Paris Barclay     | Ian Brennan e David McMillan                            | 19 de setembro de 2024 |
| Lyle compartilha memórias dolorosas de sua tentativa de atender às expectativas do pai, detalhando todo o abuso de Jose e o efeito que isso teve sobre Erik.               |              |                                  |                   |                                                         |                        |
| 15 | 5            | "The Hurt Man"                   | Michael Uppendahl | Ian Brennan                                             | 19 de setembro de 2024 |
| Em uma conversa carregada de emoções com Leslie, Erik dá um relato angustiante dos abusos sexuais e das torturas vividas na infância.                                      |              |                                  |                   |                                                         |                        |
| 16 | 6            | "Don't Dream it's Over"          | Max Winkler       | Ryan Murphy e Ian Brennan                               | 19 de setembro de 2024 |
| A trajetória do relacionamento de Jose e Kitty, desde o namoro até a crise no casamento, vai se desenrolando durante as sessões de terapia.                                |              |                                  |                   |                                                         |                        |
| 17 | 7            | "Showtime"                       | Michael Uppendahl | David McMillan, Reilly Smith e Todd Kubrak              | 19 de setembro de 2024 |
| Lyle e Erik penam para coordenar a defesa antes do julgamento. A obsessão pelos Menendez toma conta, com torcida das multidões, cartas de fãs e câmeras de TV no tribunal. |              |                                  |                   |                                                         |                        |
| 18 | 8            | "Seismic Shifts"                 | Ian Brennan       | Ian Brennan                                             | 19 de setembro de 2024 |
| Uma testemunha envolvente muda a dinâmica do julgamento e o depoimento de Erik resulta em uma briga com Lyle. O fascínio pelos irmãos começa a perder força.               |              |                                  |                   |                                                         |                        |
| 19 | 9            | "Hang Men"                       | Michael Uppendahl | Ian Brennan, David McMillan, Reilly Smith e Todd Kubrak | 19 de setembro de 2024 |
| No segundo julgamento, a promotoria tenta provar que Erik e Lyle são assassinos cruéis. Depois do veredito, os irmãos enfrentam uma nova realidade.                        |              |                                  |                   |                                                         |                        |

## Produção

### Desenvolvimento
Em 7 de novembro de 2022, Monster foi renovada para a terceira temporada. Em 1 de maio de 2023, a Netflix anunciou que o título da segunda temporada seria Monsters: The Lyle and Erik Menendez Story e que abordará a história dos dois irmãos que assassinaram seus pais. Em 20 de agosto de 2024, a Netflix anunciou que a temporada estreará em 19 de setembro de 2024.

### Seleção de elenco
Em 29 de junho de 2023, Nicholas Alexander Chavez e Cooper Koch juntaram-se ao elenco da temporada e interpretarão os irmãos Lyle e Erik Menendez. Em 15 de janeiro de 2024, os atores Javier Bardem, Chloë Sevigny e Nathan Lane juntaram-se ao elenco da temporada. Javier interpretará José Menendez, pai de Lyle e Erik; Chloë interpretará Kitty Menendez, mãe de Lyle e Erik; Nathan interpretará o jornalista investigativo Dominick Dunne. Em 1 de fevereiro de 2024, Ari Graynor juntou-se ao elenco da temporada e interpretará Leslie Abramson, advogada de Lyle e Erik. Em 5 de fevereiro de 2024, Leslie Grossman juntou-se ao elenco da temporada e interpretará Judalon Smyth, amante do Dr. Jerome Oziel. Em 8 de fevereiro de 2024, Dallas Roberts, Jason Butler Harner, Enrique Murciano, Michael Gladis, Drew Powell, Charlie Hall, Gil Ozeri, Jeff Perry, Tessa Auberjonois, Tanner Stine, Larry Clarke, Jade Pettyjohn e Marlene Forte juntaram-se ao elenco da temporada.

### Filmagens
As filmagens ocorreram entre dezembro de 2023 e maio de 2024.